# 阿普特
阿普特（法語：Apt，法語發音：[apt]），法国东南部城市，普罗旺斯-阿尔卑斯-蓝色海岸大区沃克吕兹省的一个市镇，同时也是该省的一个副省会，下辖阿普特区，其市镇面积为44.57平方公里，2022年1月1日时人口数量为10,297人，在法国城市中排名第898位。
阿普特位于沃克吕兹省东部，吕贝龙自然保护区内，卡拉翁河畔，地质学当中的“阿普第期”即以阿普特命名。其城市始建于古典时期，现为一个区域性的中心城市，连接阿维尼翁和马诺斯克之间的公路由此通过。

## 地名来源
根据法国地名学家夏尔·罗斯坦的论述，“阿普特”一名来源于其附近山脉名称，该名出自古利古里亚语，意为“门”。

## 历史

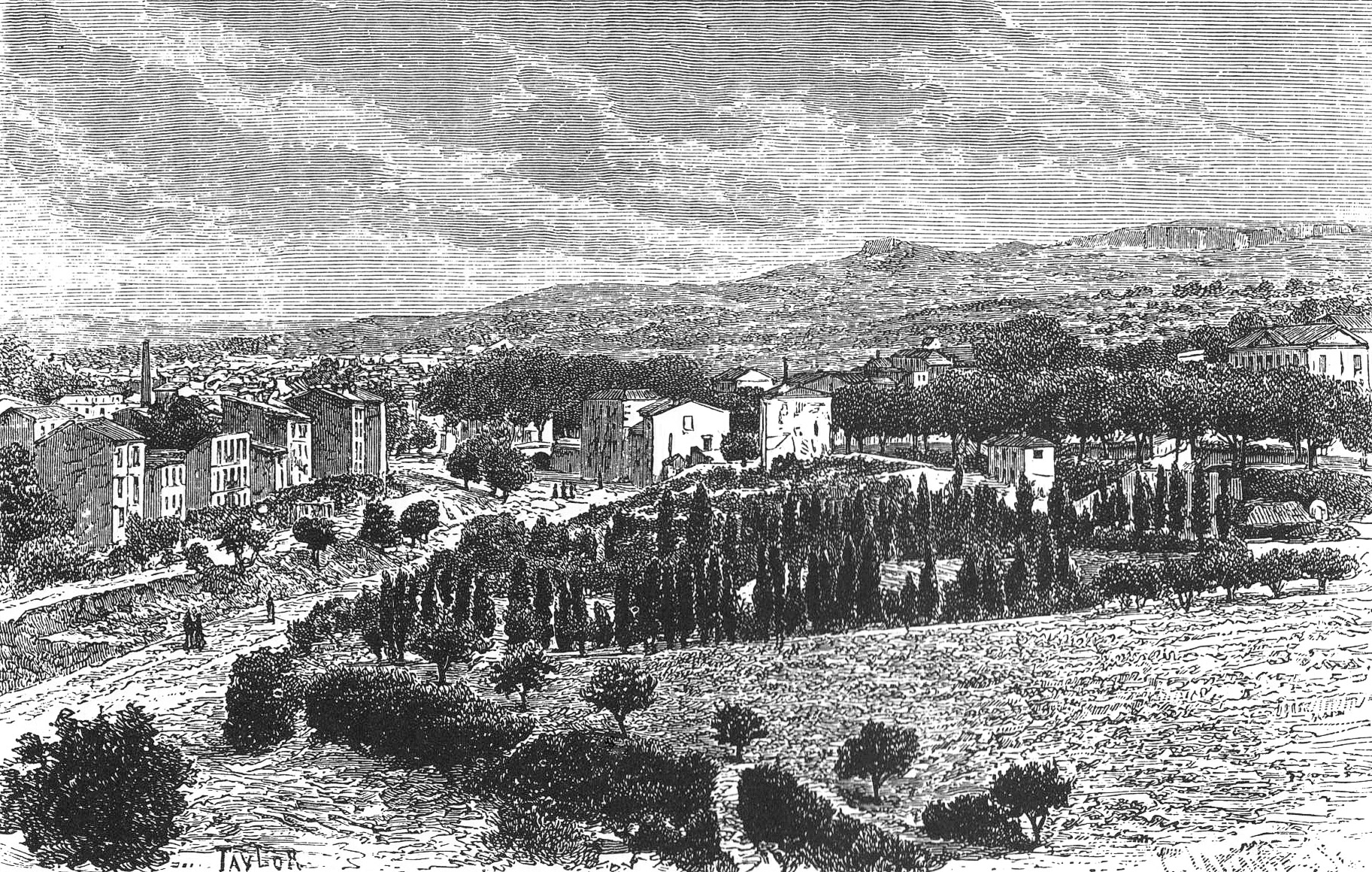
19世纪末的阿普特

阿普特境内有两处大型文物遗址，经鉴定其形成年代距今约9000至6000年。古典时期，阿普特附近是维尔吉安特人的活动范围。公元前45年，罗马人在此修建了阿普塔尤利亚，连接罗马和西班牙之间的道路由此通过，随着商贸的发展，阿普塔尤利亚城市不断扩张，出现了讲坛、神庙、温泉、剧场等设施，至公元2世纪时，当地人口数量已超过一万，成为纳博讷高卢行省内的二十四个主要城市之一。中世纪初期，阿普特领主获得伯爵头衔，该区域长期处于战乱之中。13世纪时，查理一世一度撤销了包括阿普特在内诸普罗旺斯地方伯爵的头衔。14世纪时，阿普特长期受到阿维尼翁教廷以及教宗国的保护。15世纪末，普罗旺斯整体并入法兰西。法国大革命期间，阿普特领主曾参与共和改革委员会，阿普特此后获得了地区行署地位，成为罗讷河口省的一个市镇，1793年划至新成立的沃克吕兹省内，同时罗克菲尔（Roquefure）整体并入阿普特市镇范围，1800年起成为该省的一个副省会。1851年12月，因不满拿破仑三世的独裁性改革，包括阿普特在内的法国诸多城市爆发了大游行。19世纪末至20世纪初，阿普特境内多处街道得到整治，并新增了多处公共设施建筑。

## 地理

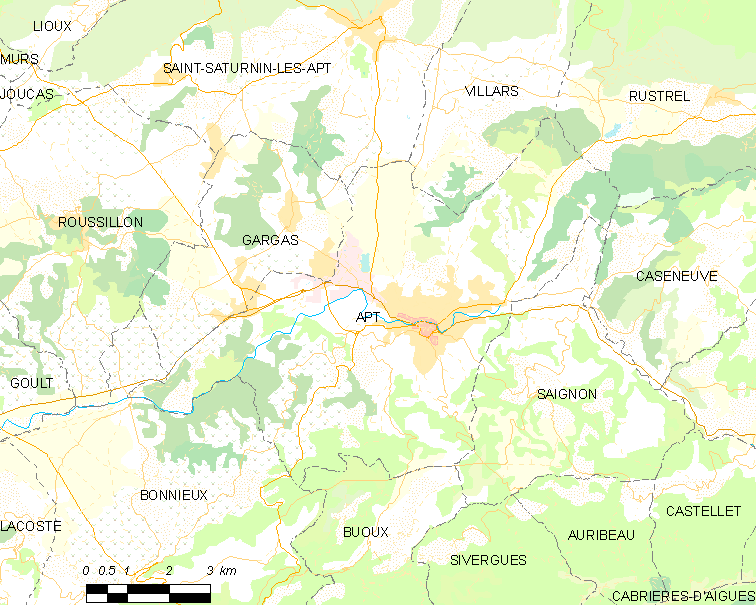
阿普特市镇范围地图

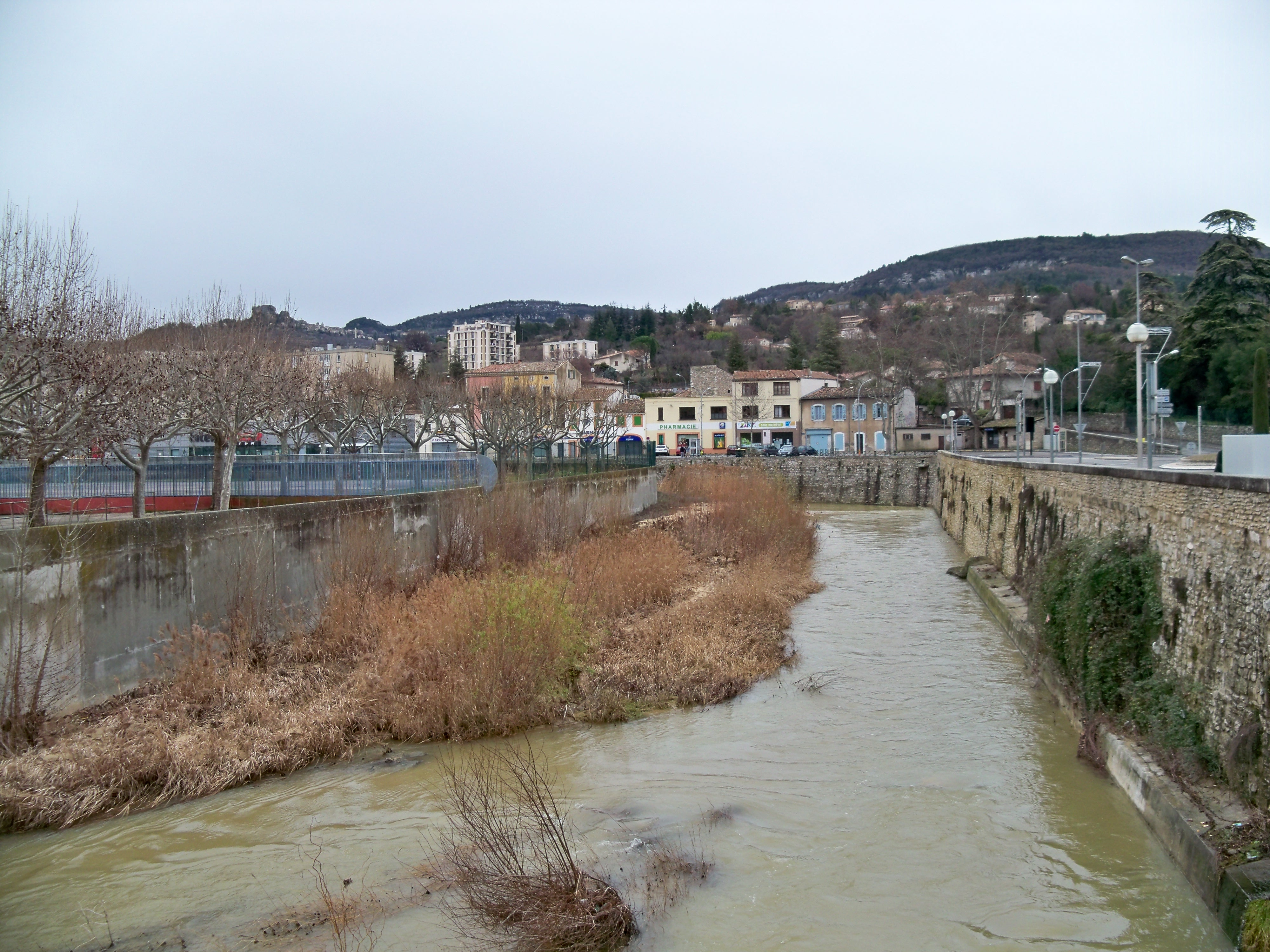
卡拉翁河阿普特段

阿普特位于法国东南部，普罗旺斯-阿尔卑斯-蓝色海岸大区西部和沃克吕兹省东部，距离省会阿维尼翁大约53公里。与阿普特接壤的市镇包括：赛尼翁、博尼约、比乌克斯、卡斯讷沃、加尔加斯、吕斯特雷勒、圣萨蒂南莱萨普特、维拉尔。

### 地形
阿普特位于吕贝龙山北麓，境内以丘陵和山地为主，市镇中心位于一处地势较为平坦的谷地内，南侧为山地，全境海拔在170到567米之间。

### 地质
阿普特位于河流冲积带内，地质学当中的“阿普第期”即以当地的淤泥带命名，后者大约形成于距今125–113百万年前，其年代地层编号为b5。

### 水文
阿普特位于罗讷河流域内，其二级支流卡拉翁河自东向西流经阿普特市区，其右岸支流多阿河自东北向西南在此注入卡拉翁河。

### 植被
阿普特属于温带阔叶混交林区，位于市中心的公共花园（Jardin public）是当地主要的城市绿地，林地则广泛分布于市区周边的山地地区。
在鲜花城市的评比中，阿普特暂未被评级。

### 气候
阿普特在柯本气候分类法中属于带有地中海气候特征的温带海洋性气候，吕贝龙山阻挡了地中海气团的北上，并产生了焚风效应，使得当地气候相对干燥且偏暖。
阿普特境内设有气象站，以下为该气象站的数据：
| 阿普特1981年－2019年 | 阿普特1981年－2019年 | 阿普特1981年－2019年 | 阿普特1981年－2019年 | 阿普特1981年－2019年 | 阿普特1981年－2019年 | 阿普特1981年－2019年 | 阿普特1981年－2019年 | 阿普特1981年－2019年 | 阿普特1981年－2019年 | 阿普特1981年－2019年 | 阿普特1981年－2019年 | 阿普特1981年－2019年 | 阿普特1981年－2019年 |
| 月份                 | 1月                  | 2月                  | 3月                  | 4月                  | 5月                  | 6月                  | 7月                  | 8月                  | 9月                  | 10月                 | 11月                 | 12月                 | 全年                 |
| -------------------- | -------------------- | -------------------- | -------------------- | -------------------- | -------------------- | -------------------- | -------------------- | -------------------- | -------------------- | -------------------- | -------------------- | -------------------- | -------------------- |
| 历史最高温 °C（°F）  | 21.9 (71.4)          | 23.3 (73.9)          | 27.1 (80.8)          | 30.5 (86.9)          | 34.1 (93.4)          | 38.9 (102.0)         | 41 (106)             | 41.6 (106.9)         | 36.3 (97.3)          | 31.9 (89.4)          | 24.3 (75.7)          | 21.9 (71.4)          | 41.6 (106.9)         |
| 平均高温 °C（°F）    | 10.8 (51.4)          | 12.6 (54.7)          | 16.5 (61.7)          | 19.3 (66.7)          | 23.9 (75.0)          | 28.2 (82.8)          | 32.1 (89.8)          | 31.6 (88.9)          | 26.4 (79.5)          | 20.7 (69.3)          | 14.6 (58.3)          | 11 (52)              | 20.6 (69.1)          |
| 日均气温 °C（°F）    | 5 (41)               | 6 (43)               | 9.2 (48.6)           | 12 (54)              | 16.3 (61.3)          | 19.9 (67.8)          | 23.2 (73.8)          | 22.9 (73.2)          | 18.8 (65.8)          | 14.5 (58.1)          | 8.8 (47.8)           | 5.5 (41.9)           | 13.5 (56.3)          |
| 平均低温 °C（°F）    | −0.8 (30.6)          | −0.6 (30.9)          | 1.8 (35.2)           | 4.8 (40.6)           | 8.8 (47.8)           | 11.6 (52.9)          | 14.2 (57.6)          | 14.1 (57.4)          | 11.1 (52.0)          | 8.2 (46.8)           | 3.1 (37.6)           | 0 (32)               | 6.4 (43.5)           |
| 历史最低温 °C（°F）  | −16.4 (2.5)          | −15.6 (3.9)          | −13.4 (7.9)          | −4.8 (23.4)          | −2 (28)              | 1.4 (34.5)           | 4.9 (40.8)           | 4.6 (40.3)           | 0.2 (32.4)           | −4.8 (23.4)          | −11.5 (11.3)         | −15 (5)              | −16.4 (2.5)          |
| 平均降水量 mm（）    | 66.5 (2.62)          | 44.8 (1.76)          | 44 (1.7)             | 78.8 (3.10)          | 72.8 (2.87)          | 40.3 (1.59)          | 20 (0.8)             | 45.7 (1.80)          | 86 (3.4)             | 94 (3.7)             | 85 (3.3)             | 73.3 (2.89)          | 751.2 (29.57)        |
| 月均日照時數         | 149.3                | 174.3                | 231.7                | 240.6                | 279.8                | 325.9                | 361.7                | 322.8                | 251.3                | 185.5                | 152.1                | 136.8                | 2,811.8              |
| 来源：infoclimat.fr  |                      |                      |                      |                      |                      |                      |                      |                      |                      |                      |                      |                      |                      |

## 行政区划
阿普特是法国普罗旺斯-阿尔卑斯-蓝色海岸大区沃克吕兹省的一个市镇，编号为84003，它也是沃克吕兹省的一个副省会。阿普特下辖阿普特区，隶属于沃克吕兹省第五选区，管理阿普特县，同时也是阿普特吕贝龙地区市镇公共社区的办公驻地。
阿普特市镇被划为数个街区，其中勒米唐街区（Le Mitan）实行街区自治制度。
法国国家统计与经济研究所（简称）在进行数据统计时，将阿普特及相邻的另外两个市镇（加尔加斯和赛尼翁）设为阿普特城市核心区，并将包括核心区在内的周边共11个市镇划为阿普特城市区。自2020年起，阿普特城市区被包含18个市镇的阿普特城市辐射区代替。此外，还将阿普特市镇分为了5个“块区”（IRIS），以便于统计人口分布情况。

## 交通

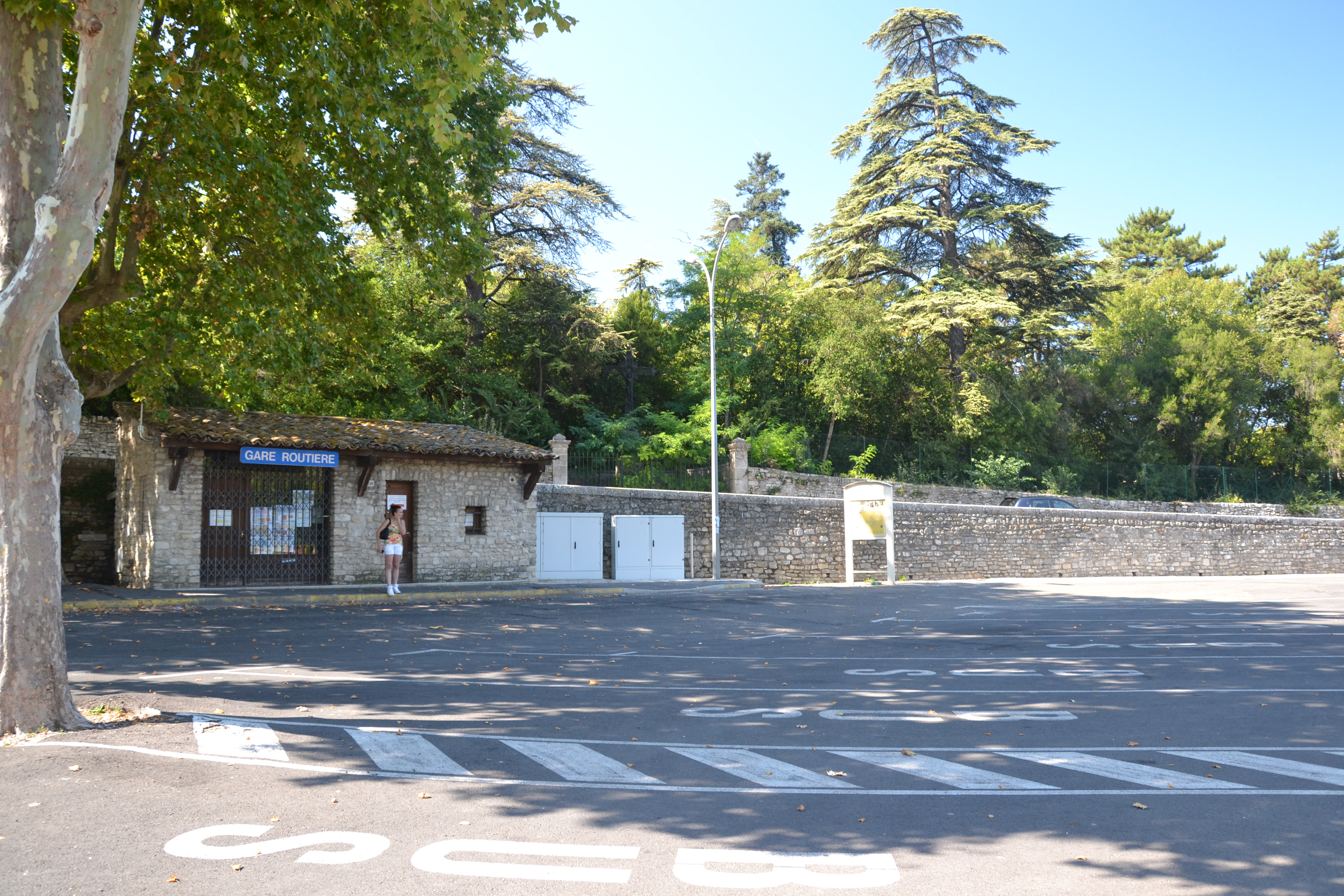
阿普特汽车站

### 公路
多条沃克吕兹省省道在阿普特境内交汇。普罗旺斯-阿尔卑斯-蓝色海岸大区下属的城际客运提供巴士线路，可前往阿维尼翁、普罗旺斯地区艾克斯、卡瓦永、索村及索尔格河畔利勒等地。
2018年，63.3%的阿普特家庭拥有至少一辆私人汽车。2019年，阿普特境内共发生各类交通事故12起，造成1人遇难，21人受伤。

### 铁路
阿普特位于卡瓦永－圣迈姆-多凡铁路上，该铁路已于1938年停止客运服务，并在20世纪中后期逐渐废弃。距离阿普特最近的运营中的客运铁路车站为33公里外的卡瓦永站，该站停靠往返于阿维尼翁和米拉马斯一线的区域列车。

### 航空
距离阿普特最近的民用航空站为阿维尼翁机场，距离阿普特市中心的公路里程约45公里。

### 城市公共交通
阿普特市政府提供摆渡公交，集市期间开行，路线覆盖了阿普特市区内的主要街道和居民区。

## 政治

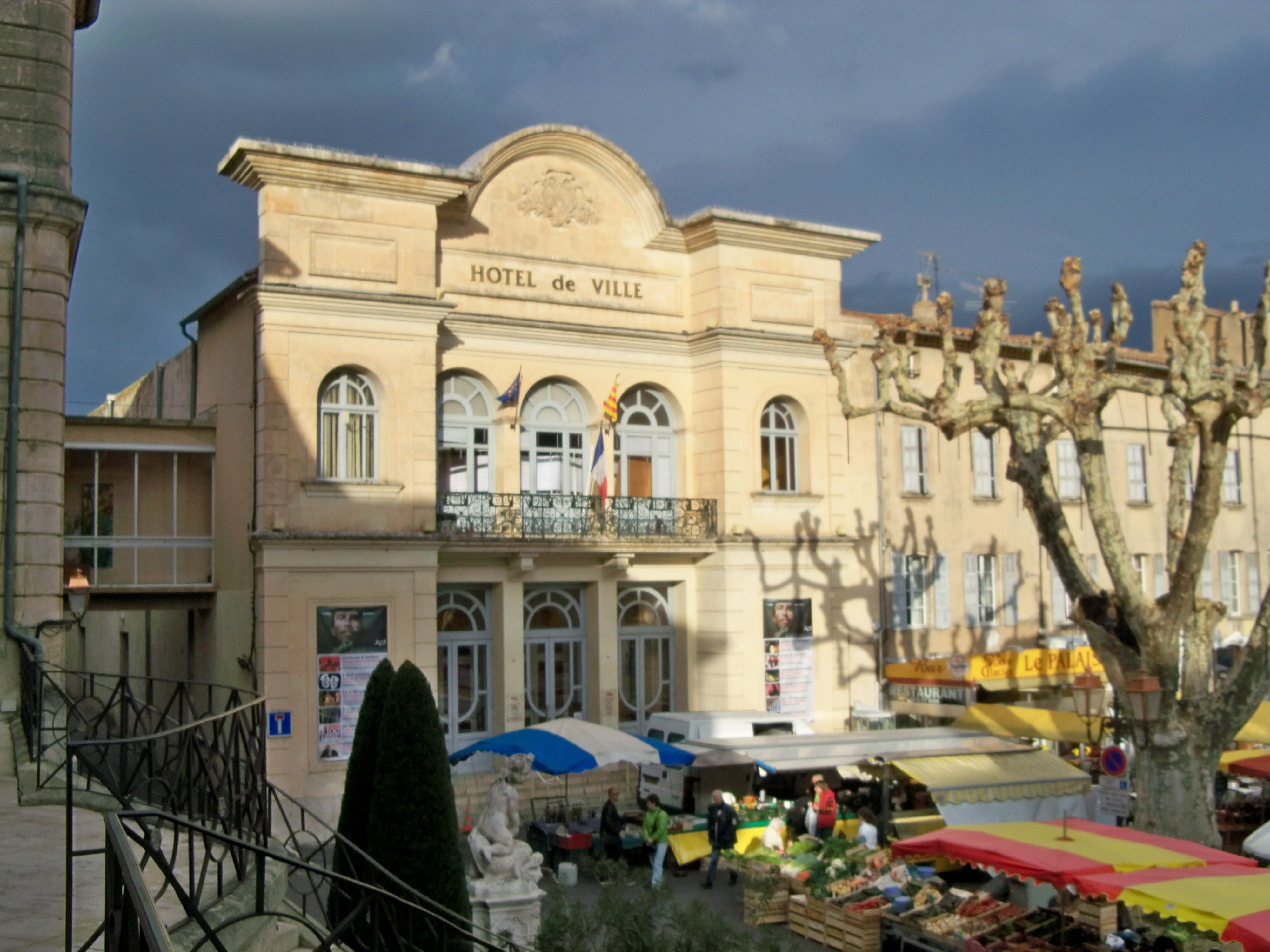
阿普特市政厅

阿普特的现任市长为韦罗尼克·阿尔诺-德卢瓦女士（Véronique Arnaud-Deloy），她是共和党的一名成员。在2020年的市政选举中，多米尼克·桑托尼女士（Dominique Santoni）获得了54.32%的支持率，2021年7月，因其担任沃克吕兹省委主席职务而辞去市长职务。
在2017年的法国总统大选中，法国第25任总统埃马纽埃尔·马克龙在阿普特获得了59.37%的支持率。
| 阿普特历届市长 |                                               |                                  |
| 任期           | 市长                                          | 党派                             |
| 1944年－1947年 | Charles Geoffroy 夏尔·热奥弗鲁瓦              | 不详                             |
| 1947年－1959年 | Fernand Boeuf 费尔南·伯夫                     | 不详                             |
| 1947年－1959年 | Maurice Julien 莫里斯·朱利安                  | 不详                             |
| 1959年－1965年 | Fernand Jean 费尔南·让                        | 不详                             |
| 1965年－1971年 | Georges Santoni 乔治·桑托尼                   | UDR共和国保卫联盟                |
| 1971年－1977年 | Fernand Jean 费尔南·让                        | 不详                             |
| 1977年－2001年 | Pierre Boyer 皮埃尔·布瓦耶                    | PS社会党                         |
| 2001年－2006年 | Armand Doucende 阿尔芒·杜桑德                 | RPR保衛共和聯盟 →UMP人民运动联盟 |
| 2006年－2008年 | Jean-Louis de Longeaux 让-路易·德隆若         | UMP人民运动联盟                  |
| 2008年－2015年 | Olivier Curel 奥利维埃·屈雷尔                 | PS社会党                         |
| 2015年－2021年 | Dominique Santoni 多米尼克·桑托尼             | LR共和黨                         |
| 2021年－       | Véronique Arnaud-Deloy 韦罗尼克·阿尔诺-德卢瓦 | LR共和黨                         |

## 人口
2018年，阿普特市镇人口数量为11,011，在法国排名第898位。其中男性5,182人，女性5,829人，75岁及以上人口占12.1%，外籍人口数量为2,337人，人口密度为247人/平方公里，当地男性居民被称为或，女性居民被称为或。2019年，阿普特境内出生104人，死亡人口158人。
| 年份   | 1936  | 1946  | 1954  | 1962  | 1968  | 1975   | 1982   | 1990   | 1999   | 2006   | 2011   | 2016   | 2018   |
| ------ | ----- | ----- | ----- | ----- | ----- | ------ | ------ | ------ | ------ | ------ | ------ | ------ | ------ |
| 人口數 | 6,201 | 6,259 | 6,609 | 7,466 | 9,623 | 11,288 | 11,496 | 11,506 | 11,172 | 11,229 | 12,117 | 11,710 | 11,011 |

## 经济

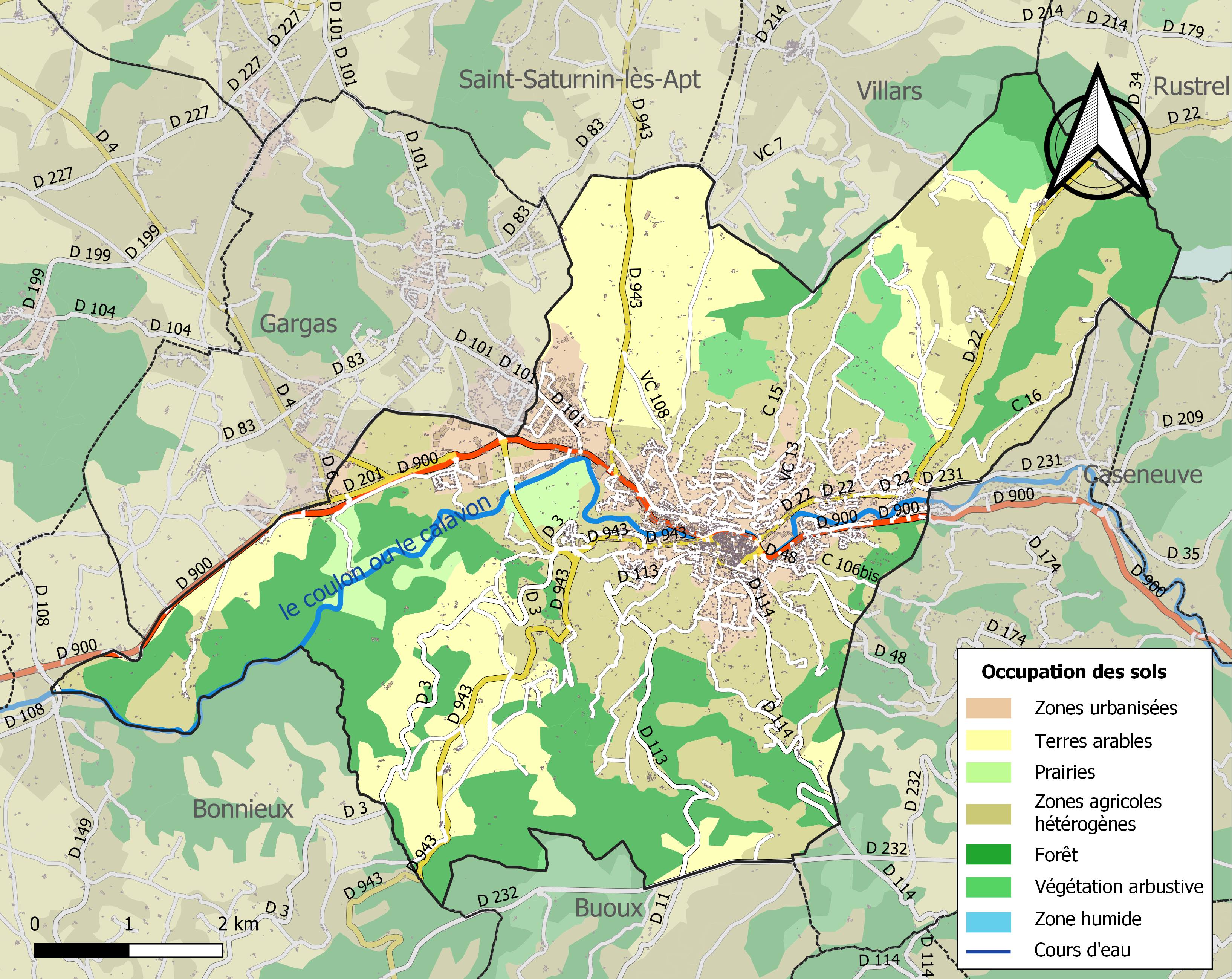
阿普特土地利用情况地图

阿普特是一个区域性的中心城市。截止2021年11月，当地共有各类用人单位（包含自雇）2,488家，平均历史为16年，其中98.76%为中小型企业（PME）。（工业设备销售）、（工业设备销售）及（副食品生产）是当地2020年营业额最高的三个企业，分别为91,579,430欧元、66,490,611欧元和34,613,221欧元。

## 财政与居民收入
2019年，阿普特的财政收入总额为16,420,100欧元，财政支出总额为14,910,500欧元，当年的债务总额为16,094,200欧元。2021年，阿普特共获得2,236,795欧元的国家财政补助，比上一年减少了2.32%。
2019年，阿普特的人均月收入总额为1,856欧元，其中高级职员为3,414欧元，低于法国平均水平（4,230欧元）；中级职员为2,172欧元，低于法国平均水平（2,411欧元）；普通职员为1,537欧元，低于法国平均水平（1,740欧元）。
2018年，阿普特境内的青壮年（15至64岁）失业率为22.5%，当地40.9%的家庭拥有纳税资格，平均纳税2,245欧元，低于法国平均水平（3,888欧元）。

## 社会事务

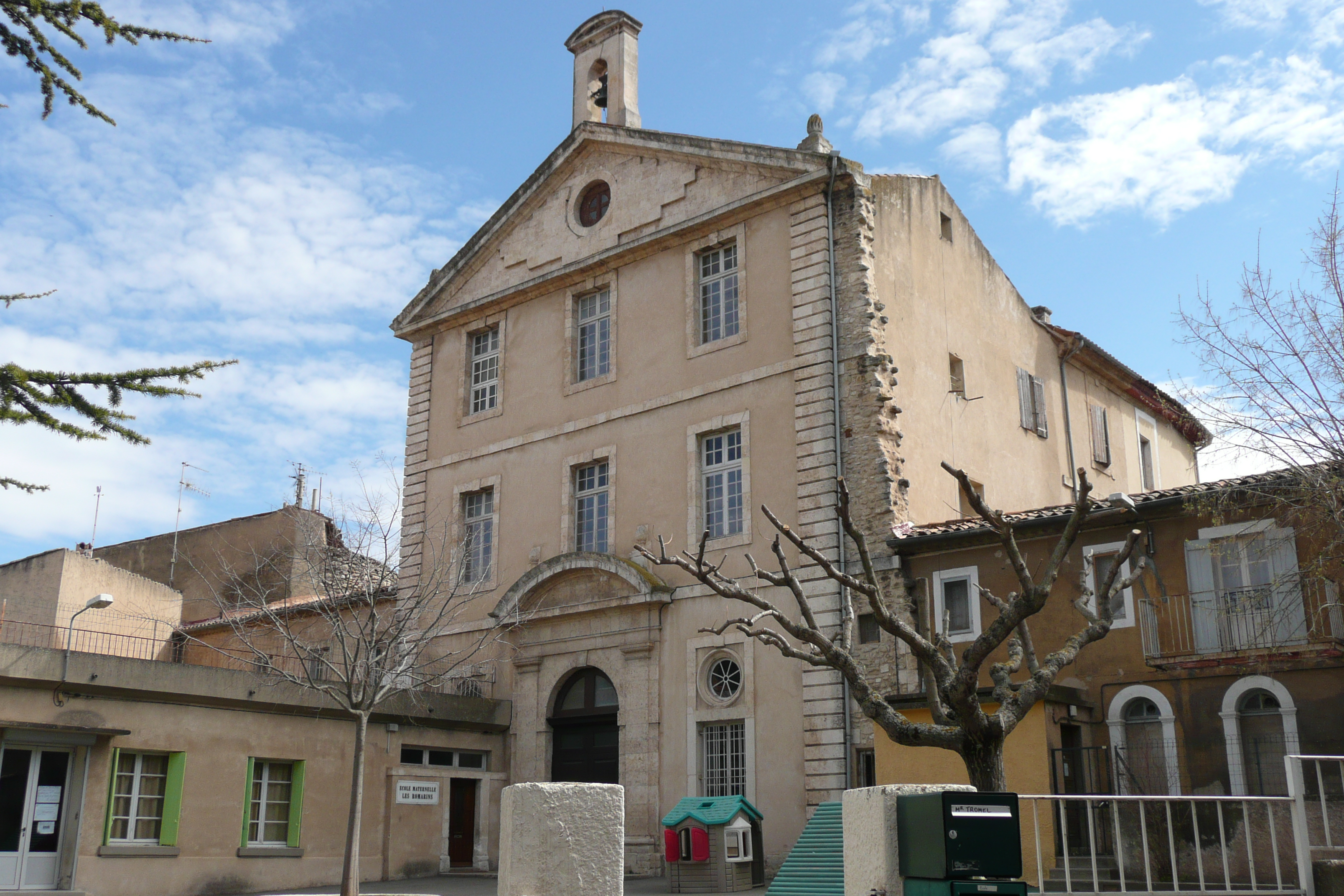
阿普特境内的一所幼儿园

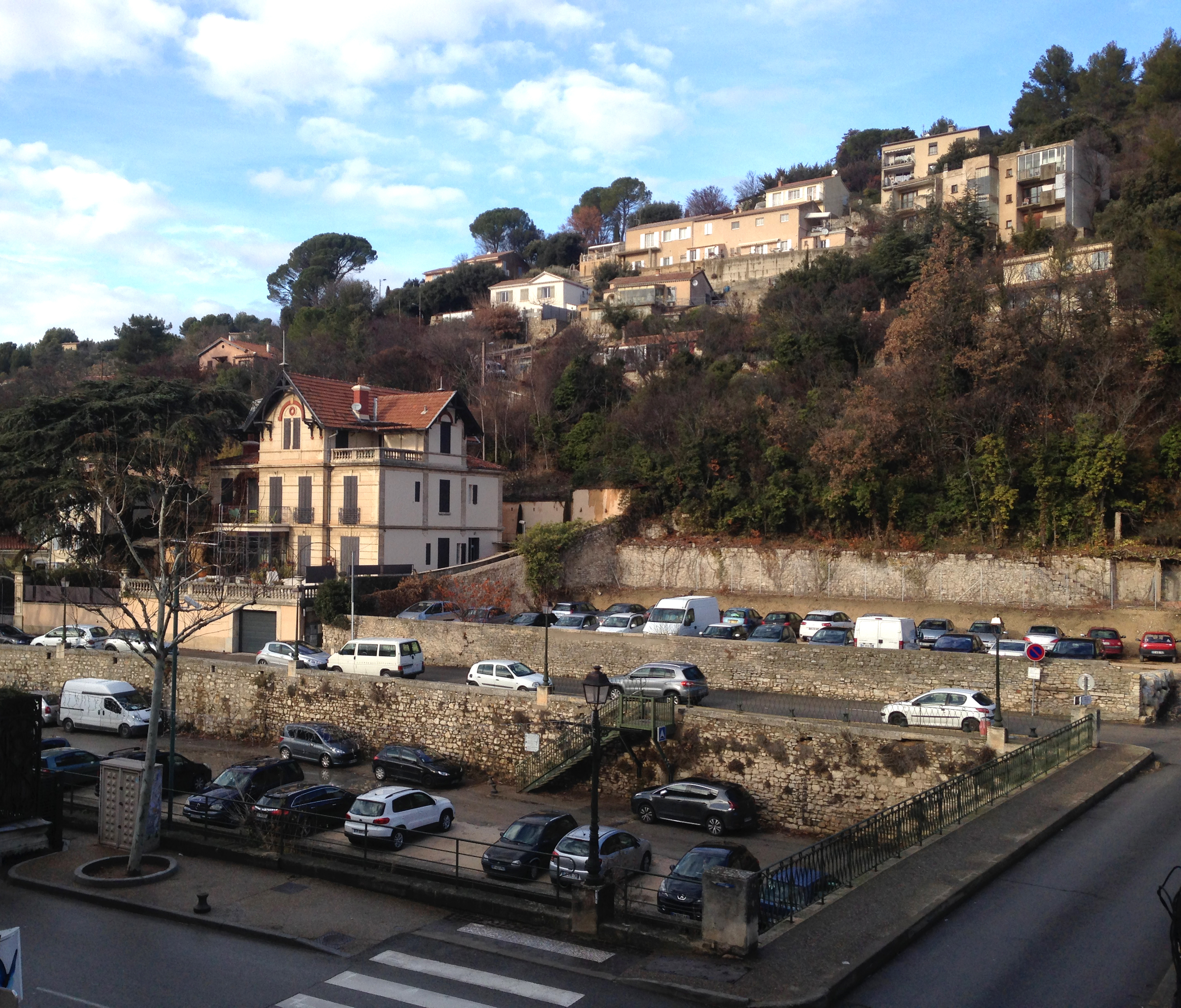
阿普特市区

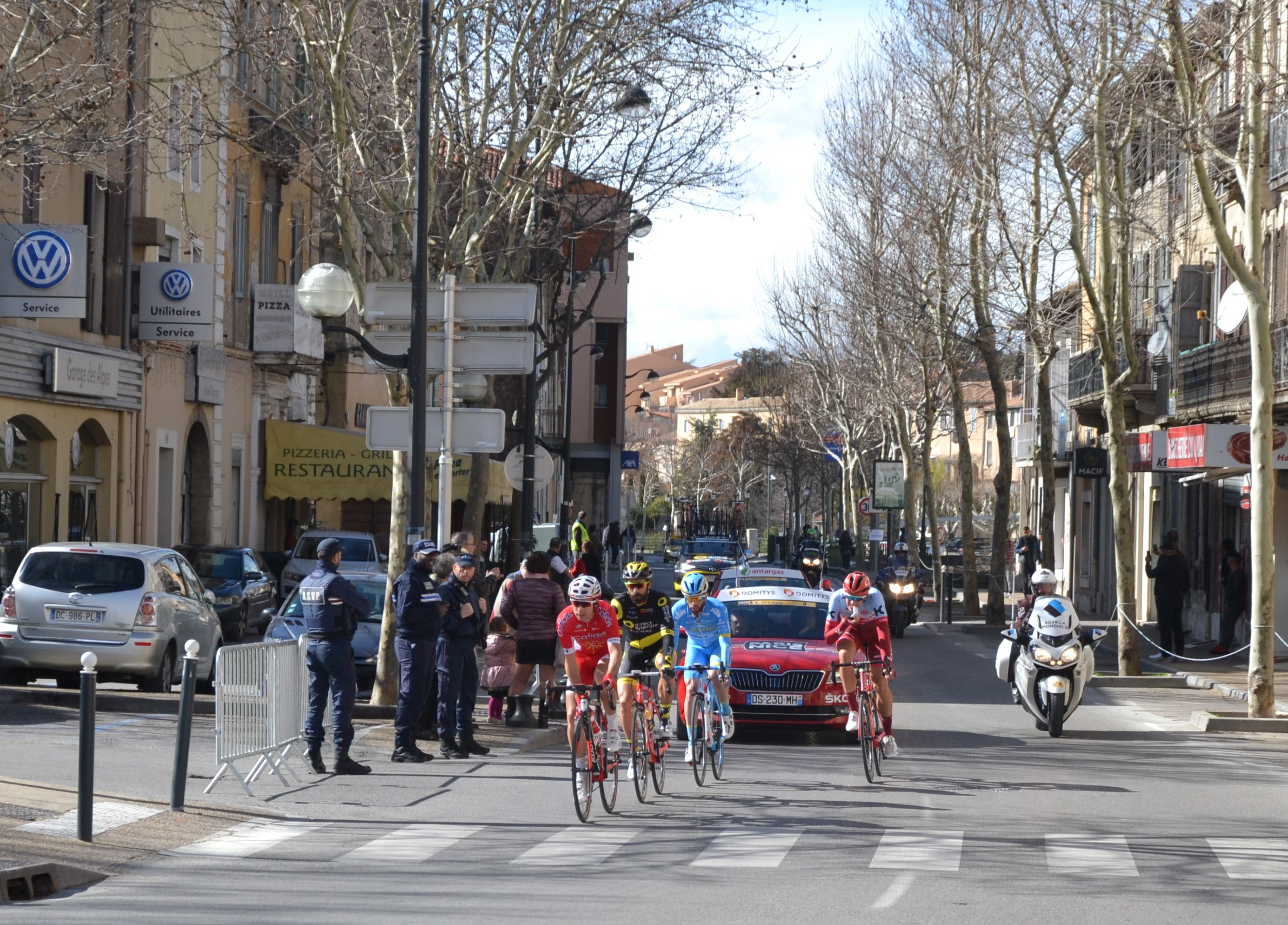
途径阿普特的巴黎-尼斯自行车赛（2018年）

### 教育
阿普特属于艾克斯-马赛学区。截止2020年1月1日，阿普特境内共有3所幼儿园、4所小学、2所初级中学和1所普通高中。2018至2019学年度，阿普特境内共有在校中等教育阶段学生1,847名。

### 医疗
截止2020年1月1日，阿普特境内共有全科医生16名、保健师15名、牙医10名、护士25名、耳科医生1名、眼科医生2名、助产士1名和妇科医生2名。境内共有药房5家、养老院3家。
阿普特地区中心医院（Centre Hospitalier du Pays d'Apt）是法国的一个区域性医疗机构，其主病区位于阿普特市区，设有床位202个，是当地规模最大的公立综合性医院。

### 住房
2018年，阿普特境内共有各类住房6,693套，其中47.4%为独立式居民区，50.2%为集中式居民区。常住房屋占阿普特市镇范围内居民建筑总量的78.5%。
在住房保障政策方面，2020年，阿普特境内共有1,460户家庭获得了住房经济补助，受益人数占总人口数量的13.3%，其中1,382份为房租补助。

### 商业
2019年，阿普特境内共有各类实体商铺551家，其中餐厅63家、大型超市5家、杂货店5家、面包房18家、肉铺4家、书店7家、装饰品店4家、银行门店14家、美容美发店28家、汽车维修店42家。阿普特市中心建有一家Proxi便民超市，市区西北部建有开放式商业街区，主要商场包括E.Leclerc、欧尚、利多超市等。

### 体育
2020年，阿普特境内共有2家游泳池、2间体育馆、1座综合体育场、6处网球场、2处马术场以及6处足球或橄榄球场。
截至2021年11月，阿普特境内共有两支注册足球俱乐部，2021至2022赛季均参加沃克吕兹省足球联赛。

### 环境
阿普特的环境事务由其所属的公共社区负责。2019年，阿普特境内暂无污染企业。

### 治安
2019年，阿普特市镇范围内有1处宪兵队。
阿普特所在地是佩尔蒂宪兵总队的管辖范围。2020年，该宪兵总队辖区内共56个市镇累计发生各类案件3,672起，其中盗窃类案件1,897起，经济类案件521起，毒品交易类案件285起。

## 文化
2020年，阿普特境内共有1家剧场、1家电影院和1家博物馆。阿普特市政府提供多媒体中心，向公众全年开放。

### 建筑
阿普特境内有多处法国国家文物保护单位，其中圣卡特琳小教堂、阿普特城墙等为当地的代表性建筑物。

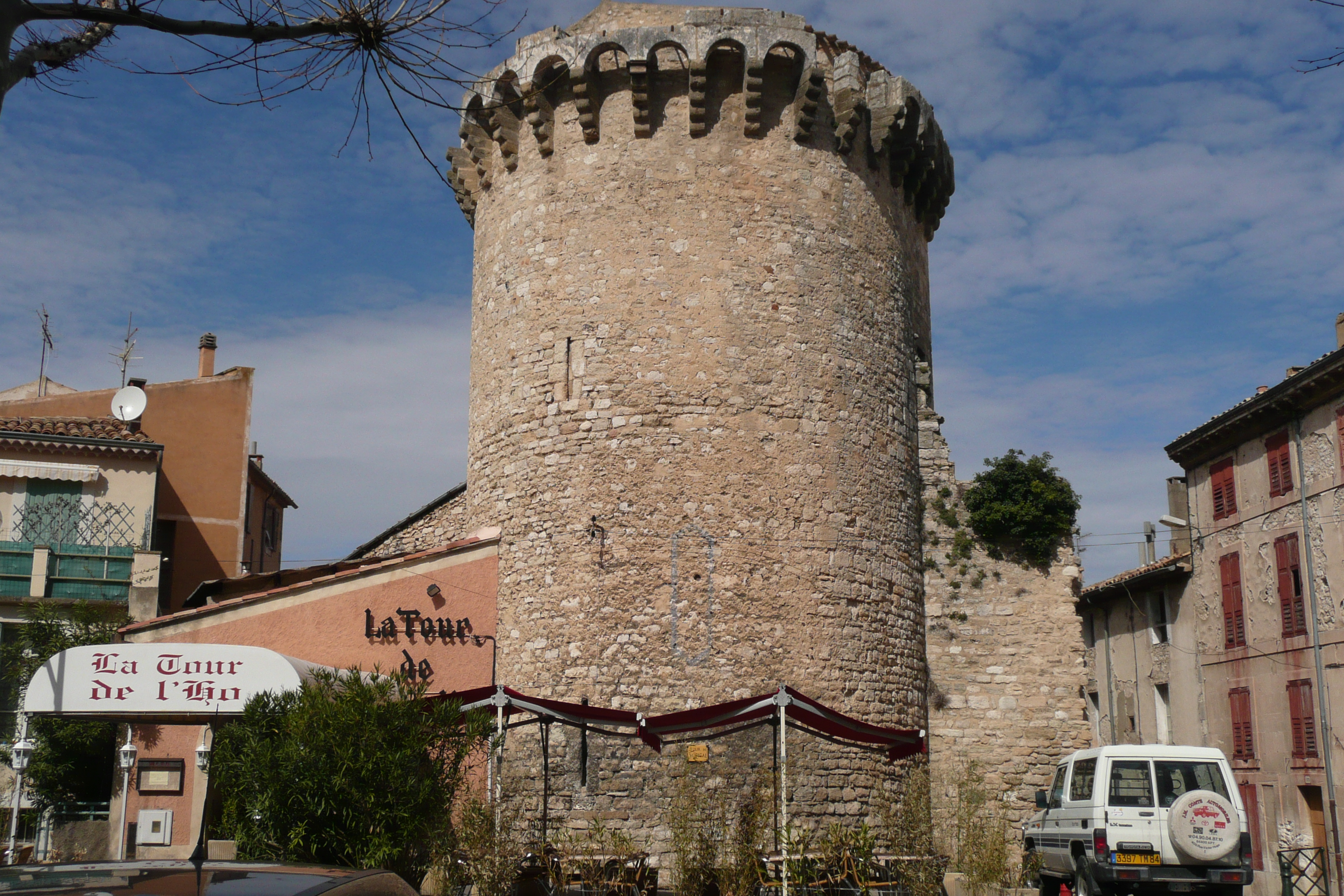
阿普特城墙（法语：Remparts d'Apt）
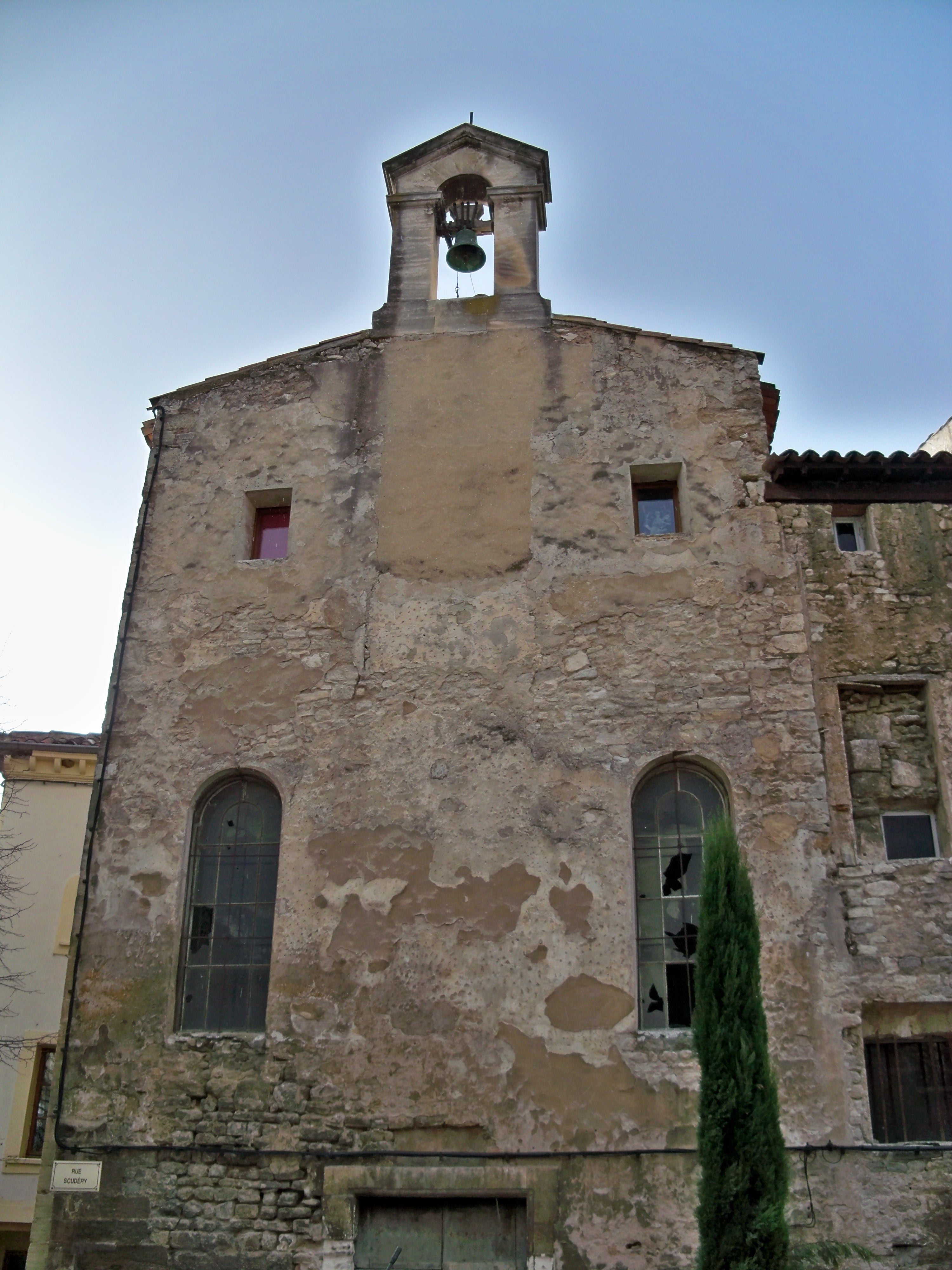
圣卡特琳小教堂（法语：Chapelle Sainte-Catherine d'Apt）
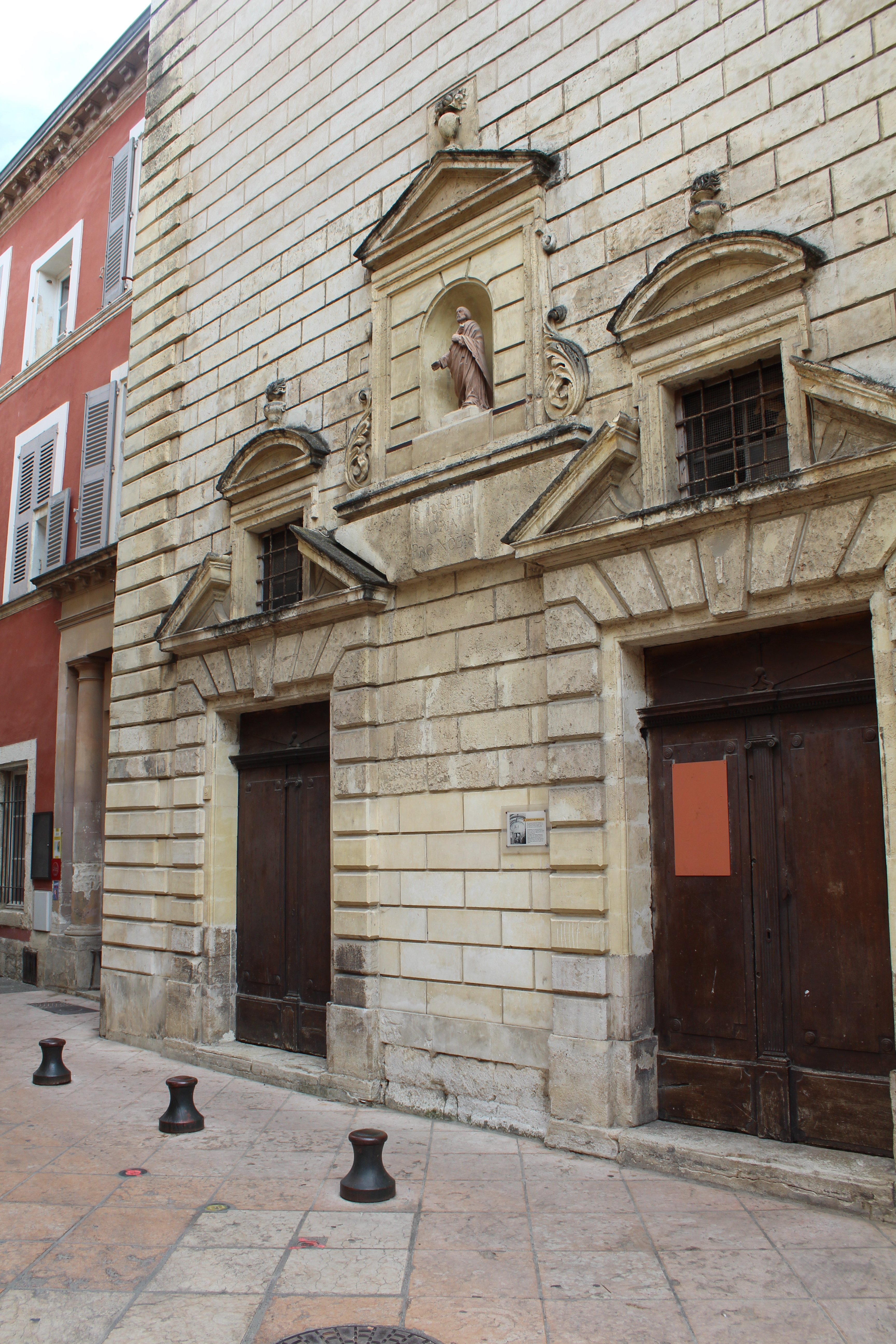
雷科莱小教堂
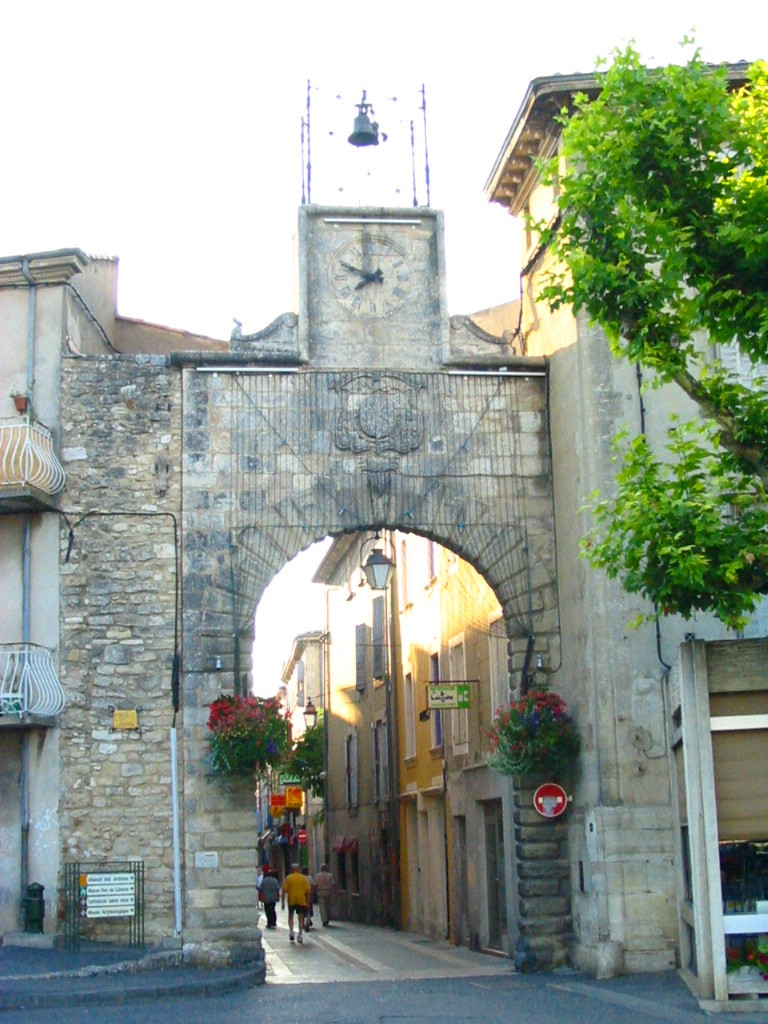
赛尼翁门
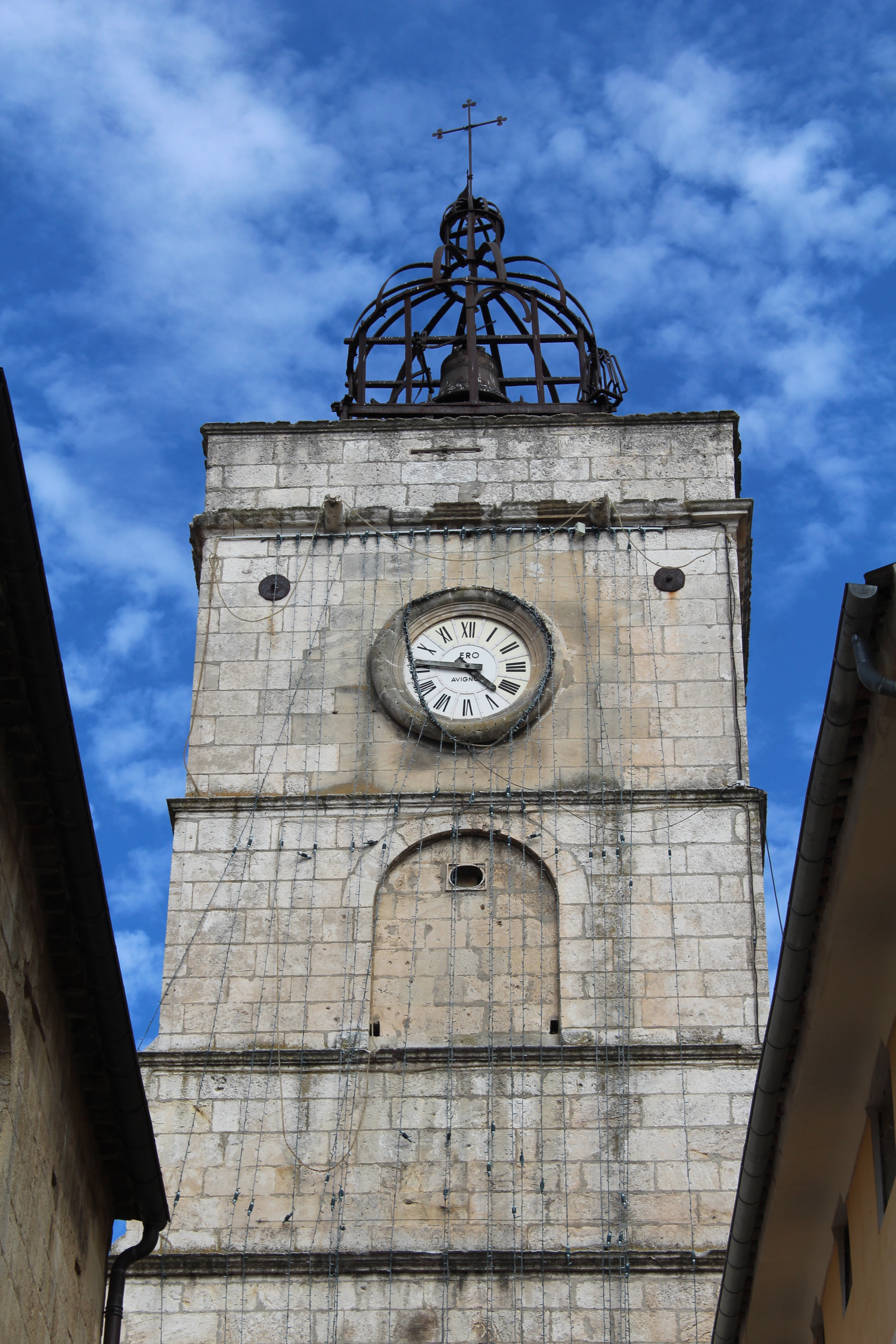
钟楼塔
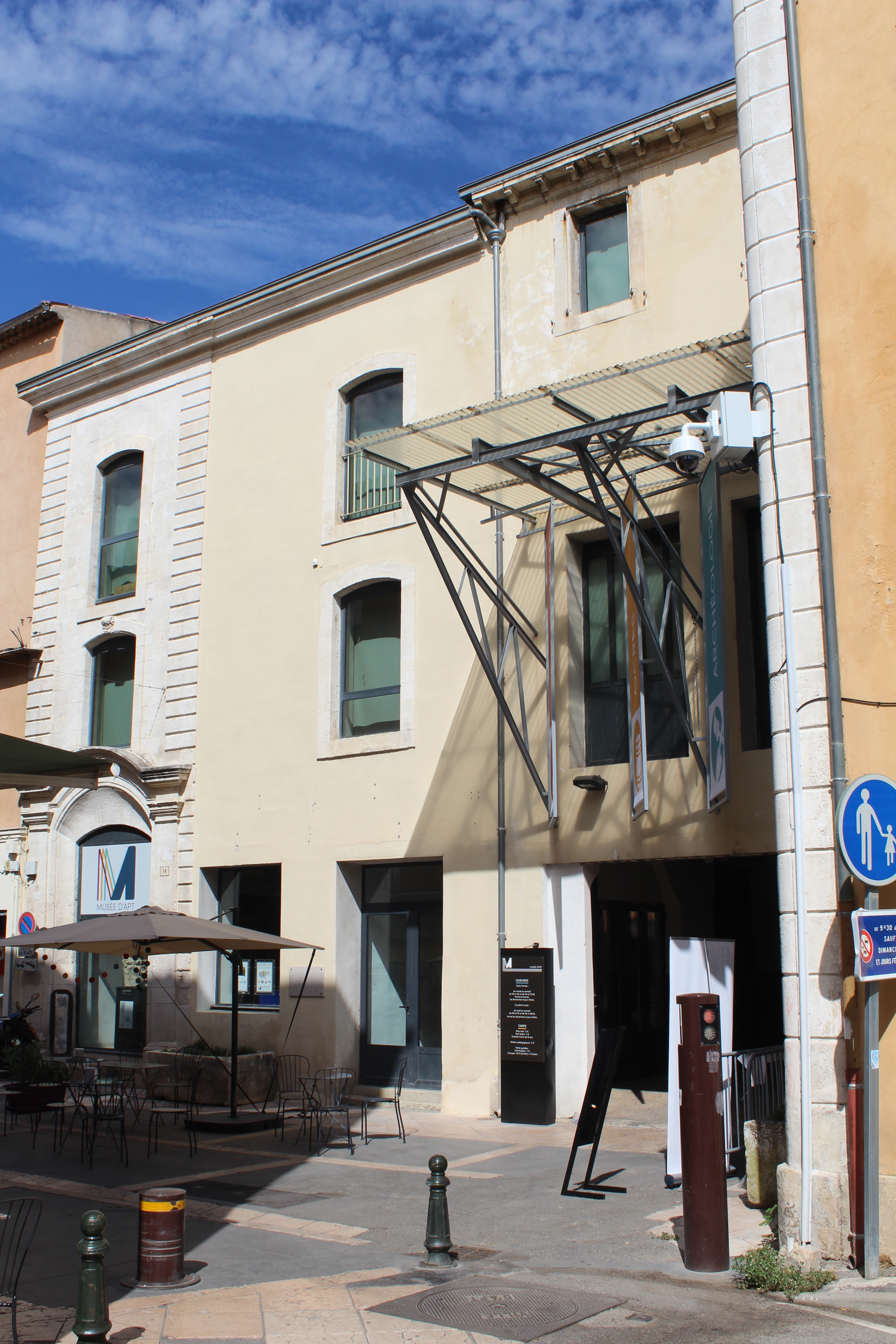
工业探索博物馆
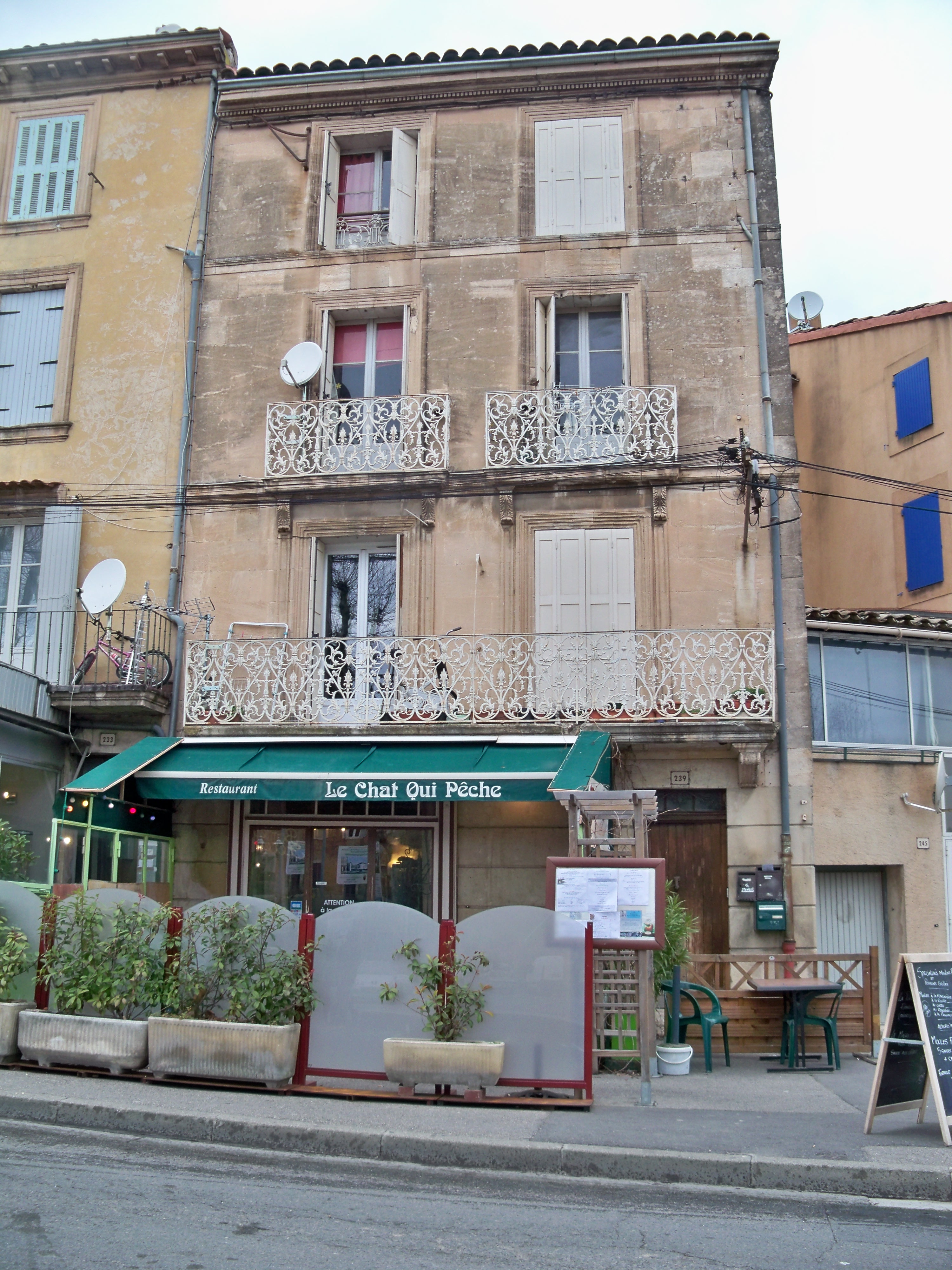
垂钓猫餐厅
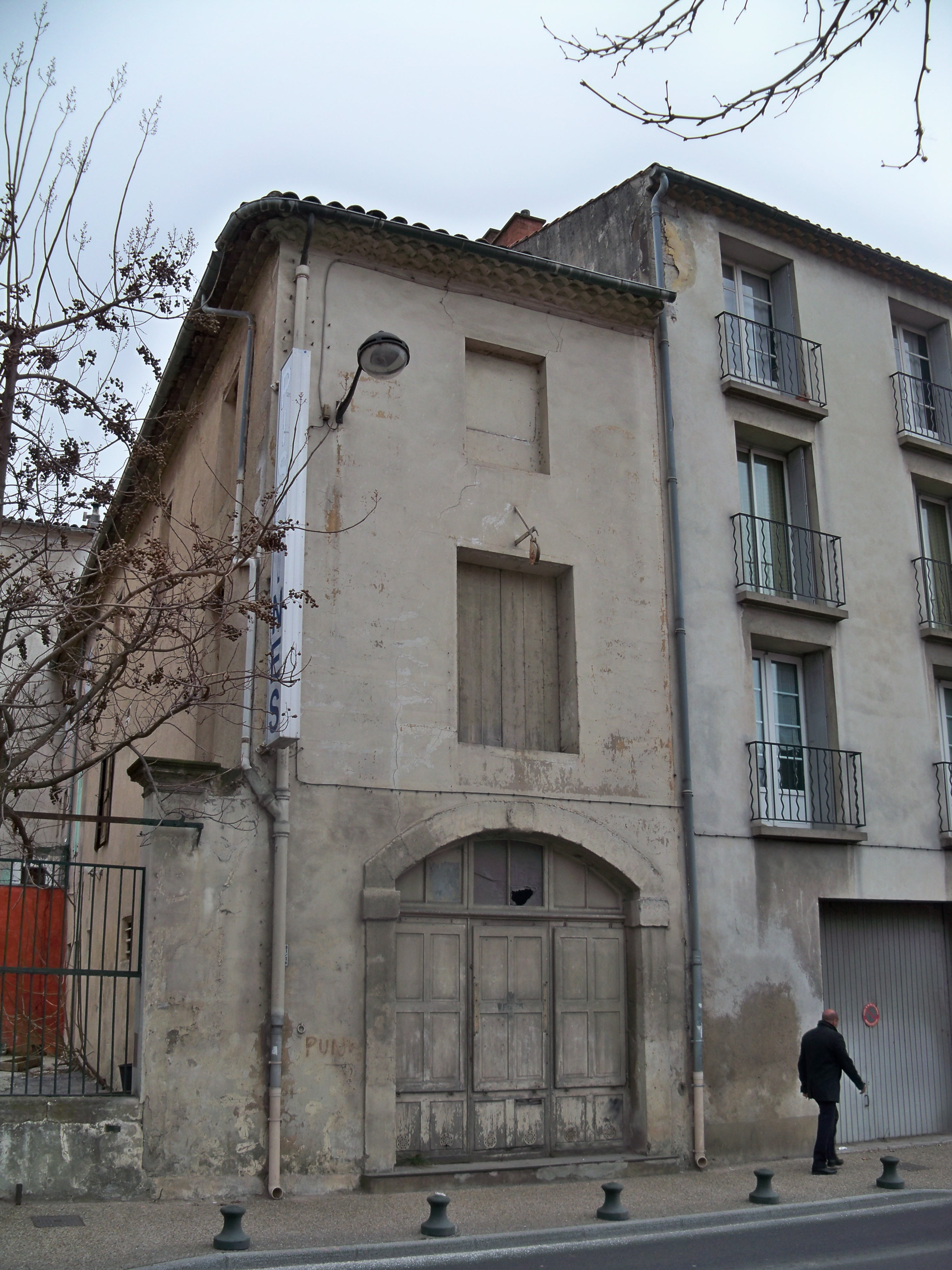
民居

### 旅游
阿普特的旅游事务由其所属的公共社区负责。2021年，阿普特境内共有9家酒店共计251间房间；另有3个露营地，可容纳共211辆露营车。

### 媒体
法国主要的媒体均可在阿普特接收，法国电视三台下属的普罗旺斯-阿尔卑斯-蓝色海岸大区频道在部分时段播出阿普特所属区域的地方新闻。当地主要的地方性媒体包括蓝色法兰西沃克吕兹广播、《普罗旺斯日报》、《沃克吕兹早报》等。

## 相关人物
法国手球运动员米夏埃尔·吉古出生于阿普特。

## 友好城市
截至2021年11月，阿普特共与三座城市互为友好城市关系：
- 比利时 布叙
- 義大利 特耶内
- 塞内加尔 巴克尔